# 青霉素实验所旧址
青霉素实验所旧址位于中華人民共和國上海市长宁区延安西路1146号，始建于1916年，占地面积596平方米，建筑面积 2384 平方米，四层外廊式建筑，建筑风格为仿新古典主义式别墅。

## 历史
1950年，上海市长陈毅批准同意在延安西路建造中華人民共和國第一家国有制药企业青霉素实验所。1951年4月，青霉素实验所试制成功了中華人民共和國第一支青霉素。1952年8月，马誉澂被调往华东工业部上海医药器械公司药品三厂研究室任副主任，並和童村等一起创办中華人民共和國第一家抗生素专业生产厂上海第三制药厂。1953年，上海青霉素实验所更名为轻工业部医药工业管理局国营上海第三制药厂。
实验所在长宁区第三次文物普查时被普查队发现。2011年3月4日，旧址被公布为长宁区级文物保护单位。现该楼底层为中国抗生素史馆。建筑旁立着一块石碑“中国抗生素工业摇篮”。

## 
1. ↑  现上海新先锋药业公司

## 参看
- 上海市文物保护单位